# Édgar Sosa
Édgar Rafael Sosa (Nueva York; 15 de enero de 1988) es un jugador de baloncesto dominicano-estadounidense. Con 1,90 metros de altura, juega en la posición de base en las filas del Zamalek Sporting Club de la Primera División de baloncesto de Egipto.

## Trayectoria deportiva

### Universidad
Jugó durante cuatro temporadas con los Cardinals de la Universidad de Louisville, en las que promedió 9,6 puntos, 1,8 rebotes y 2,8 asistencias por partido. En su primera temporada fue titular en todos los partidos menos dos, consiguiendo dobles figuras en 17 partidos, para promediar 11,4 puntos por partido, que le valieron para ser elegido en el mejor quinteto de rookies de la Big East Conference.

### Profesional
Tras no ser elegido en el Draft de la NBA de 2010, Sosa firmó un contrato con el Angelico Biella de la liga italiana, donde en su única temporada promedia 14,1 puntos y 4,5 asistencias por partido. Al año siguiente, Édgar firmó un contrato con el Fabi Shoes Montegranaro. En enero de 2013 y tras pasar 16 meses sin jugar por una lesión, firmó con el Blancos de Rueda Valladolid. Luego jugó en Puerto Rico con los Cangrejeros de Santurce y su nación República Dominicana con los Leones de Santo Domingo.
A finales de septiembre de 2013, firmó un contrato con el ratiopharm Ulm de la Basketball Bundesliga para la temporada 2013-2014.
El 7 de julio de 2014, Sosa firmó un contrato con el Dinamo Basket Sassari de Italia.
El 25 de septiembre de 2015, Sosa firmó un contrato con los Atlanta Hawks. Sin embargo el domingo 11 de octubre de 2015, Sosa fue despedido por los Hawks. En octubre de 2015 firmó un contrato con el Petrochimi Bandar Imam BC de la Superliga de baloncesto de Irán, tras no encontrar un hueco en los Atlanta Hawks.
En abril de 2016, tras proclamarse campeón de la liga iraní con el Petrochimi, terminará la temporada en las filas del Hapoel Jerusalem. Sosa ha sido una de las estrellas del campeón iraní con un promedio de 16.8 puntos y 3.4 asistencias.
El 16 de febrero de 2021, firma por el Rasta Vechta de la BBL alemana.
El 3 de septiembre de 2021, firma por el Zamalek Sporting Club de la Primera División de baloncesto de Egipto.

## Pierna fracturada
El 4 de septiembre de 2011, Sosa se fracturó la tibia y el peroné de la pierna derecha durante un partido del equipo de la República Dominicana contra el equipo de Panamá en el Preolímpico de Básquetbol Mar del Plata 2011 y se perdería el resto del torneo.